# Сент-Альберт
Сент-Альберт (англ. St. Albert) — місто в Канаді, у провінції Альберта, у складі муніципального району Стерджон.

## Населення
За даними перепису 2016 року, місто нараховувало 65589 осіб, показавши зростання на 6,7%, порівняно з 2011-м роком. Середня густина населення становила 1 353,9 осіб/км².
З офіційних мов обидвома одночасно володіли 7 045 жителів, тільки англійською — 57 525, тільки французькою — 45, а 110 — жодною з них. Усього 5,910 осіб вважали рідною мовою не одну з офіційних, з них 25 — одну з корінних мов, а 510 — українську.
Працездатне населення становило 37 685 осіб (72,2% усього населення), рівень безробіття — 6,6% (7,6% серед чоловіків та 5,5% серед жінок). 88,1% осіб були найманими працівниками, а 10,6% — самозайнятими.
Середній дохід на особу становив $73 498 (медіана $52 581), при цьому для чоловіків — $97 848, а для жінок $50 562 (медіани — $69 820 та $40 172 відповідно).
27,7% мешканців мали закінчену шкільну освіту, не мали закінченої шкільної освіти — 11,9%, 60,4% мали післяшкільну освіту, з яких 40,7% мали диплом бакалавра, або вищий, 255 осіб мали вчений ступінь.
| Статево-вікова структура населення | Статево-вікова структура населення | Статево-вікова структура населення | Статево-вікова структура населення | Статево-вікова структура населення |
| ---------------------------------- | ---------------------------------- | ---------------------------------- | ---------------------------------- | ---------------------------------- |
|                                    |                                    |                                    |                                    |                                    |
| Всього                             | Всього                             | 48,8%51,2%                         |                                    |                                    |
| 0 — 14 років                       | 0 — 14 років                       |                                    | 18,6%                              | 18,6%                              |
| 15 — 64 років                      | 15 — 64 років                      |                                    | 66%                                | 66%                                |
| 65 і більше                        | 65 і більше                        |                                    | 15,3%                              | 15,3%                              |
| 85 і більше                        | 85 і більше                        |                                    | 1,9%                               | 1,9%                               |
| 100 і більше                       | 100 і більше                       |                                    | 0%                                 | 0%                                 |
| Середній вік (років)               | Середній вік (років)               | 38,940,9                           | 39,9                               | 39,9                               |
| Медіана (років)                    | Медіана (років)                    | 39,541,9                           | 40,7                               | 40,7                               |
| — чоловіки — жінки                 |                                    |                                    |                                    |                                    |

| Походження мешканців:     | Походження мешканців:     | Походження мешканців: | Походження мешканців: | Походження мешканців: |
| ------------------------- | ------------------------- | --------------------- | --------------------- | --------------------- |
| Походження                |                           |                       | осіб                  | %                     |
| Корінні американці        | Корінні американці        |                       | 3 825                 | 5.83%                 |
| Інше північноамериканське | Інше північноамериканське |                       | 17 245                | 26.29%                |
| Європейське               | Європейське               |                       | 52 695                | 80.34%                |
| британське                | британське                |                       | 33 000                | 50.31%                |
| французьке                | французьке                |                       | 10 515                | 16.03%                |
| українське                | українське                |                       | 10 855                | 16.55%                |
| Латинськоамериканське     | Латинськоамериканське     |                       | 605                   | 0.92%                 |
| Карибське                 | Карибське                 |                       | 475                   | 0.72%                 |
| Африканське               | Африканське               |                       | 975                   | 1.49%                 |
| Азійське                  | Азійське                  |                       | 4 940                 | 7.53%                 |
| Океанійське               | Океанійське               |                       | 335                   | 0.51%                 |

| Зайнятість населення за галузями (за класифікацією NOC): | Зайнятість населення за галузями (за класифікацією NOC): | Зайнятість населення за галузями (за класифікацією NOC): | Зайнятість населення за галузями (за класифікацією NOC): | Зайнятість населення за галузями (за класифікацією NOC): |
| -------------------------------------------------------- | -------------------------------------------------------- | -------------------------------------------------------- | -------------------------------------------------------- | -------------------------------------------------------- |
|                                                          |                                                          |                                                          |                                                          |                                                          |
| Управління                                               | Управління                                               |                                                          | 14%                                                      | 14%                                                      |
| Бізнес, фінанси та адміністрування                       | Бізнес, фінанси та адміністрування                       |                                                          | 17,3%                                                    | 17,3%                                                    |
| Природничі та прикладні науки                            | Природничі та прикладні науки                            |                                                          | 6,8%                                                     | 6,8%                                                     |
| Охорона здоров'я                                         | Охорона здоров'я                                         |                                                          | 7,5%                                                     | 7,5%                                                     |
| Освіта, правозахист, муніципальні та урядові служби      | Освіта, правозахист, муніципальні та урядові служби      |                                                          | 13,3%                                                    | 13,3%                                                    |
| Мистецтво, культура, відпочинок та спорт                 | Мистецтво, культура, відпочинок та спорт                 |                                                          | 3%                                                       | 3%                                                       |
| Роздрібна торгівля та послуги                            | Роздрібна торгівля та послуги                            |                                                          | 19,6%                                                    | 19,6%                                                    |
| Гуртова торгівля, транспорт та обладнання                | Гуртова торгівля, транспорт та обладнання                |                                                          | 15,3%                                                    | 15,3%                                                    |
| Природні ресурси, сільське господарство                  | Природні ресурси, сільське господарство                  |                                                          | 1,4%                                                     | 1,4%                                                     |
| Виробництво                                              | Виробництво                                              |                                                          | 1,7%                                                     | 1,7%                                                     |

## Клімат
Середня річна температура становить 2,9°C, середня максимальна – 21,6°C, а середня мінімальна – -20,4°C. Середня річна кількість опадів – 477 мм.
| Клімат поселення                              | Клімат поселення | Клімат поселення | Клімат поселення | Клімат поселення | Клімат поселення | Клімат поселення | Клімат поселення | Клімат поселення | Клімат поселення | Клімат поселення | Клімат поселення | Клімат поселення | Клімат поселення |
| Показник                                      | Січ.             | Лют.             | Бер.             | Квіт.            | Трав.            | Черв.            | Лип.             | Серп.            | Вер.             | Жовт.            | Лист.            | Груд.            |                  |
| Середній максимум, °C                         | −7,81            | −3,71            | 1,81             | 10,47            | 17,02            | 21,19            | 21,58            | 20,77            | 15,51            | 9,77             | 0,24             | −6,09            |                  |
| Середня температура, °C                       | −14,09           | −9,99            | −4,48            | 4,20             | 10,74            | 14,91            | 16,77            | 15,95            | 10,70            | 4,94             | −4,58            | −10,9            |                  |
| Середній мінімум, °C                          | −20,38           | −16,27           | −10,75           | −2,08            | 4,46             | 8,62             | 11,95            | 11,14            | 5,89             | 0,13             | −9,39            | −15,71           |                  |
| Норма опадів, мм                              | 23               | 14               | 17               | 27               | 48               | 88               | 93               | 66               | 41               | 21               | 20               | 19               |                  |
| Середньомісячна швидкість вітру, м/с          | 3.10             | 3.20             | 3.30             | 3.60             | 3.60             | 3.26             | 3.00             | 2.90             | 3.08             | 3.36             | 3.20             | 3.20             |                  |
| Середньомісячна сонячна радіація, кДж/м²·день | 3432             | 6966             | 12152            | 17243            | 20433            | 21834            | 22079            | 18497            | 12582            | 7452             | 3737             | 2483             |                  |
| --------------------------------------------- | ---------------- | ---------------- | ---------------- | ---------------- | ---------------- | ---------------- | ---------------- | ---------------- | ---------------- | ---------------- | ---------------- | ---------------- | ---------------- |
| Джерело:                                      |                  |                  |                  |                  |                  |                  |                  |                  |                  |                  |                  |                  |                  |

## Галерея

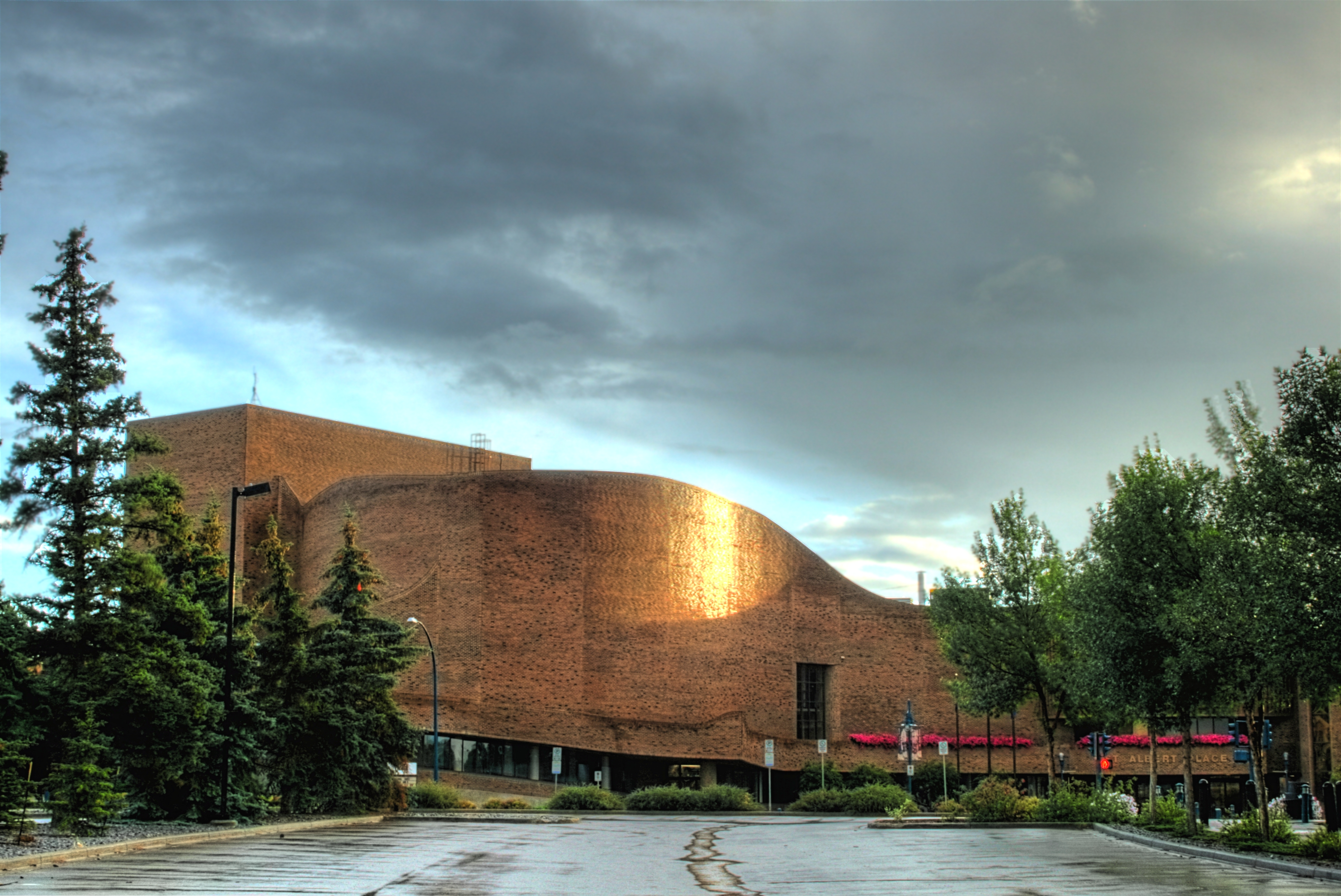
Сент-Альберт-Плейс
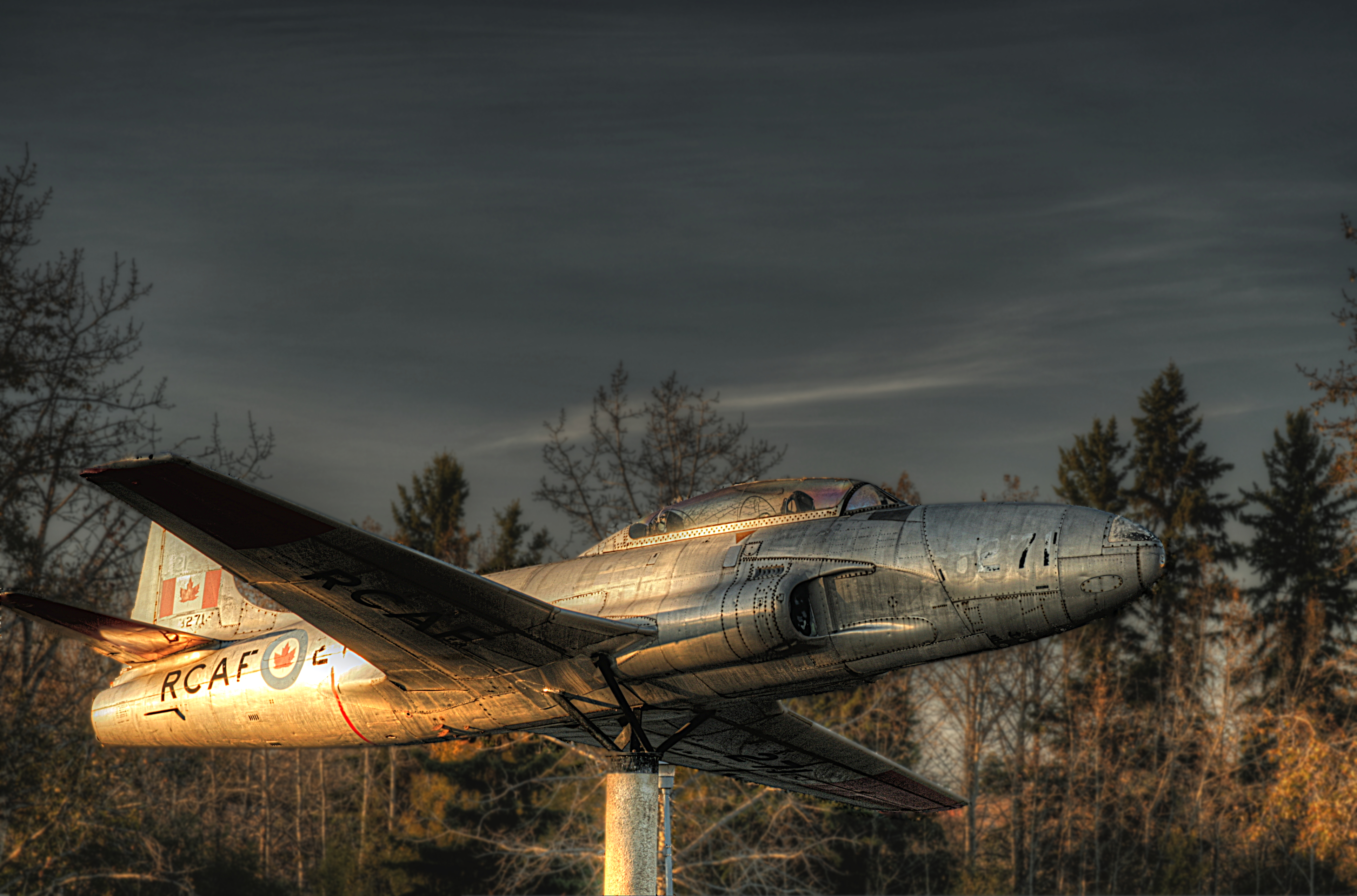
Літак-пам’ятник Canadair CT-133 Silver Star у Мілленіум-парку